# Івермектин
Івермектин (ivermectin, лат. ivermectinum) — лікарський засіб, який використовуються для лікування багатьох паразитарних хвороб. Сюди входять педикульоз, порожнинний міаз, короста, онхоцеркоз, стронгілоїдоз, трихоцефальоз, аскаридоз та лімфатичний філяріїдоз. Його можна приймати перорально у формі таблеток або наносити на шкіру при зовнішніх інвазіях. Слід уникати використання в очах.
Івермектин відкрили в 1975 році та вступив у медичне використання у 1981 році. Він знаходиться у списку необхідних лікарських засобів ВООЗ. Оптова вартість таблеток у світі, що розвивається, становить приблизно $0,12 на курс лікування. У США витрати менші, ніж $50. У деяких тварин його використовують для профілактики та лікування серцевих глистів серед інших захворювань.

## Історія
Відкриття сімейства сполук авермектину, з якого хімічно отриманий івермектин, було зроблено Омурою Сатосі з Університету Кітасато та Вільямом Кемпбеллом з Інституту терапевтичних досліджень Мерка. Омура ідентифікував авермектин з бактерії streptomyces avermitilis. Кемпбелл очищав авермектин, отриманий з Омурою і прикладав зусилля, що призводили до відкриття івермектину, похідного більшої потенції та меншої токсичності. Івермектин був введений в 1981 році. Нобелівська премія з фізіології або медицини за 2015 рік була спільно присуджена Кемпбеллу і Омурі за виявлення авермектину, «похідні якого докорінно знизили частоту річкової сліпоти та лімфатичного філяріїдозу, а також показали ефективність щодо зменшення кількості інших паразитарних хвороб».

## Дослідження
Івермектин також вивчається як потенційний противірусний засіб проти чікунгунья та жовтої гарячки.
У 2013 році цей протипаразитарний препарат був продемонстрований як новий ліганд NR1H4, терапевтична мішень для неалкогольної хвороби «жирної» печінки.
Івермектин також має певний вплив щодо профілактики малярії, оскільки він токсичний як для самого малярійного плазмодію, так і для комарів, які його переносять.

### Профілактика та лікування COVID-19
Івермектин інгібує реплікацію SARS-CoV-2 in vitro, що робить його можливим кандидатом у дослідженнях щодо зміни препарату COVID-19. Одне з досліджень проведених серед медичних працівників показало, що вживання препарату в профілактичних цілях суттєво зменшує шанси зараження SARS-CoV-2, а також може зменьшити травалість перебігу хвороби.
Національний інститут охорони здоров'я США не затвердив івермектин для лікування будь-яких хвороб вірусного походження, в тому числі коронавірусної хвороби 2019. Посилаючись на випробування, рекомендує проведення більш детального аналізу можливості використання івермектину як лікувального засобу. Європейське агентство з лікарських засобів спираючись на клінічні дослідження не радить використовувати івермектин для лікування COVID-19 поза клінічними випробуваннями.
1 вересня 2021 року одразу три серйозні організації США — Американська медична асоціація (AMA), Американська асоціація фармацевтів (APhA) та Американське товариство фармацевтів системи охорони здоров'я (ASHP) у спільно підготовленій офіційній заяві закликали до прямої заборони на видачу івермектину для профілаки COVID-19 поза клінічними випробуваннями
На початку 2021 року Всеіндійський інститут медичних наук (AIIMS) та Індійська рада медичних досліджень (ICMR, найважливіший у країні орган з біомедичних досліджень) офіційно додав івермектин у список основних лікарських засобів, рекомендованих для лікування COVID-19. Пізніше того ж року організація ICMR відмінила своє рішення щодо використання івермектину. Кількість випадків захворювання і смертей, як правило, різко знижувалася в тих регіонах, де івермектин широко використовувався (Уттар-Прадеш, Біхар, Гоа і Нью-Делі) і при цьому залишалася, як правило, високою у тих регіонах, де івермектину не було (Керала, Тамілнад)[не знайдено в джерелі 192 дні].
Президент Асоціації Медиків Токіо 5 серпня 2021 року дав інтерв'ю в якому наполягав на початку використання івермектину згідно протоколу схожого до того який використовується в США (EUA (Emergency Use Authorization — Дозвіл на Екстрене Використання)), оскільки не існує одностайної думки і відповідних клінічних досліджень в Японії відносно ефективності цього препарату для лікування COVID-19, тим самим захистити лікарів в Японії, які призначають івермектин під власну відповідальність.
У липні 2021 року Управління з продовольства і медикаментів Індонезії (BPOM) закрили фабрику із виробництва івермектину через суттєві порушення в процесі виробництва препарату. Також з'ясувалося, що представники виробника та держслужбовці були звинувачені в лобіюванні запровадження івермектину як засобу лікування COVID-19 без наявності відповідних клінічних досліджень..